# Mauritia grayana
Mauritia grayana is een slakkensoort uit de familie van de Cypraeidae. De wetenschappelijke naam van de soort is voor het eerst geldig gepubliceerd in 1930 door Schilder.